# 戴维·道格拉斯
戴维·道格拉斯（英語：David Douglas，1947年3月16日—），澳大利亚男子赛艇运动员。他曾代表澳大利亚参加1968年夏季奥林匹克运动会赛艇比赛，获得男子八人单桨有舵手银牌。